# 이나다즈쓰미역
이나다즈쓰미역(일본어: 稲田堤駅, いなだづつみえき)은 일본 가나가와현 가와사키시 다마구에 있는 동일본 여객철도 난부 선의 철도역이다.
이 역의 서쪽에 게이오 전철의 게이오 이나다즈쓰미 역이 있고 이 역의 갈아타는 역이 되고 있다.

## 역 구조
- 성대식 승강장 2면 2선의 역.
- 1번 선(가와사키 방면) 승강장의 다치카와쪽에 개찰구가 있다.

### 타는 곳
| 1 | ■ 난부 선 | 노보리토, 무사시미조노쿠치, 무사시코스기, 가와사키 방면 |
| 2 | ■ 난부 선 | 후추혼마치, 부바이가와라, 다치카와 방면                 |

## 이용 상황
2008년 기준 이 역의 1일 평균 승차 인원수는 21,760명이었다.

## 역사
- 1927년 11월 1일 - 난부 철도가 개통. 이나다즈쓰미 정류소로서 개업.
- 1928년 8월 7일 - 역에 승격.
- 1944년 4월 1일 - 난부 철도가 국유화되며, 일본국유철도 난부 선에 된다.
- 1987년 4월 1일 - 국철분할민영화에 의해 동일본 여객철도의 역이 된다.

## 인접한 역
| 동일본 여객철도 난부 선        | 동일본 여객철도 난부 선 | 동일본 여객철도 난부 선      |
| ------------------------------ | ----------------------- | ---------------------------- |
| JN 15 나카노시마 가와사키 방면 | 난부 선                 | JN 17 야노쿠치 다치카와 방면 |